# Truthahngeier
Der Truthahngeier (Cathartes aura) ist eine Art aus der Familie der Neuweltgeier. Charakteristisch für diesen fast vollständig schwarz gefiederten Geier sind die langen, breiten Flügel, der lange gerundete Schwanz, die im Flug weit gespreizten Handschwingen und der kleine, unbefiederte rote Kopf. Von allen Arten der Familie hat er das größte Verbreitungsgebiet. Die Art gilt als nicht gefährdet und ist relativ zahlreich.

## Merkmale
Der Truthahngeier erreicht eine Körpergröße von 63,5 bis 76 Zentimeter und wird etwa 850 bis 2000 Gramm schwer. Die Flügellänge beträgt 46 bis 55 Zentimeter und die Flügelspannweite 1,80 bis 2 Meter. Der Schwanz ist 22 bis 29 Zentimeter lang. Seine Gestalt ist schlank. Männchen erreichen die gleiche Größe wie die Weibchen. Das Gefieder ist braunschwarz, auf dem Rücken glänzend. Die Flügelfedern haben graubraune Ränder. Der Kopf ist klein, nackt und rot, die Kopfhaut faltig. Der Schnabel ist elfenbeinfarben. Im Flugbild von unten ist der Vogel bis auf den grauen Schwanz und die silbrigen Handschwingen schwarz. C. a. ruficollis ist dunkler, hat einen gelblichen Nacken und Scheitel, und die Ränder der Flügelfedern sind geringer ausgeprägt. Bei C. a. jota ist der Kopf leuchtend rot, und die Ränder der Flügelfedern sind deutlich grau. Truthahngeier haben, wie alle Neuweltgeier, keine Nasenscheidewand.
Jungvögel haben einen schwarzen Schnabel und Kopf. Im Nacken und auf dem Scheitel haben sie braune Flaumfedern. Erst in einem Alter von einem Jahr nimmt der Kopf die Rotfärbung an.

## Verbreitung

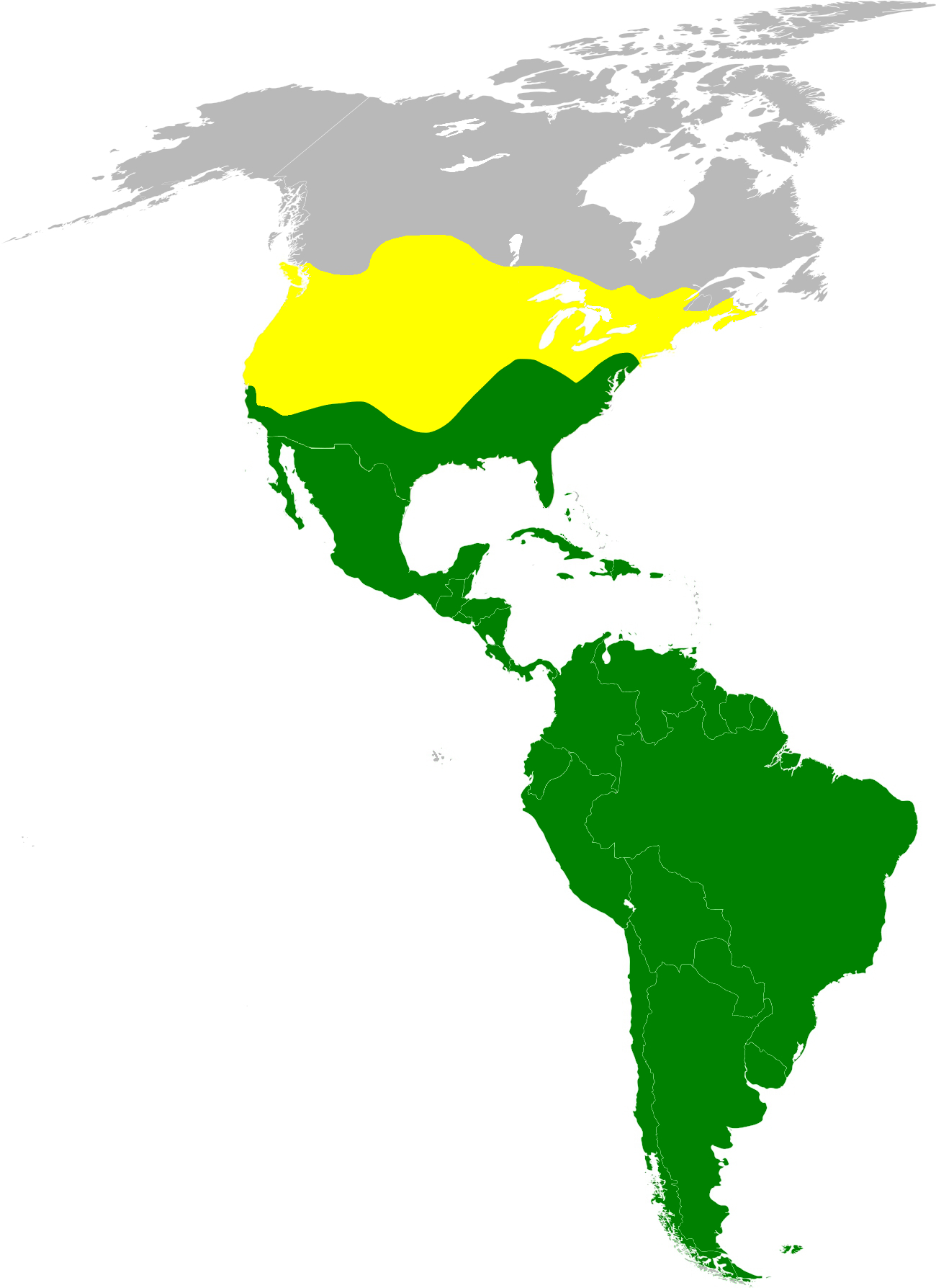
Verbreitungsgebiet (grün: ganzjährig, gelb: nur im Sommer)

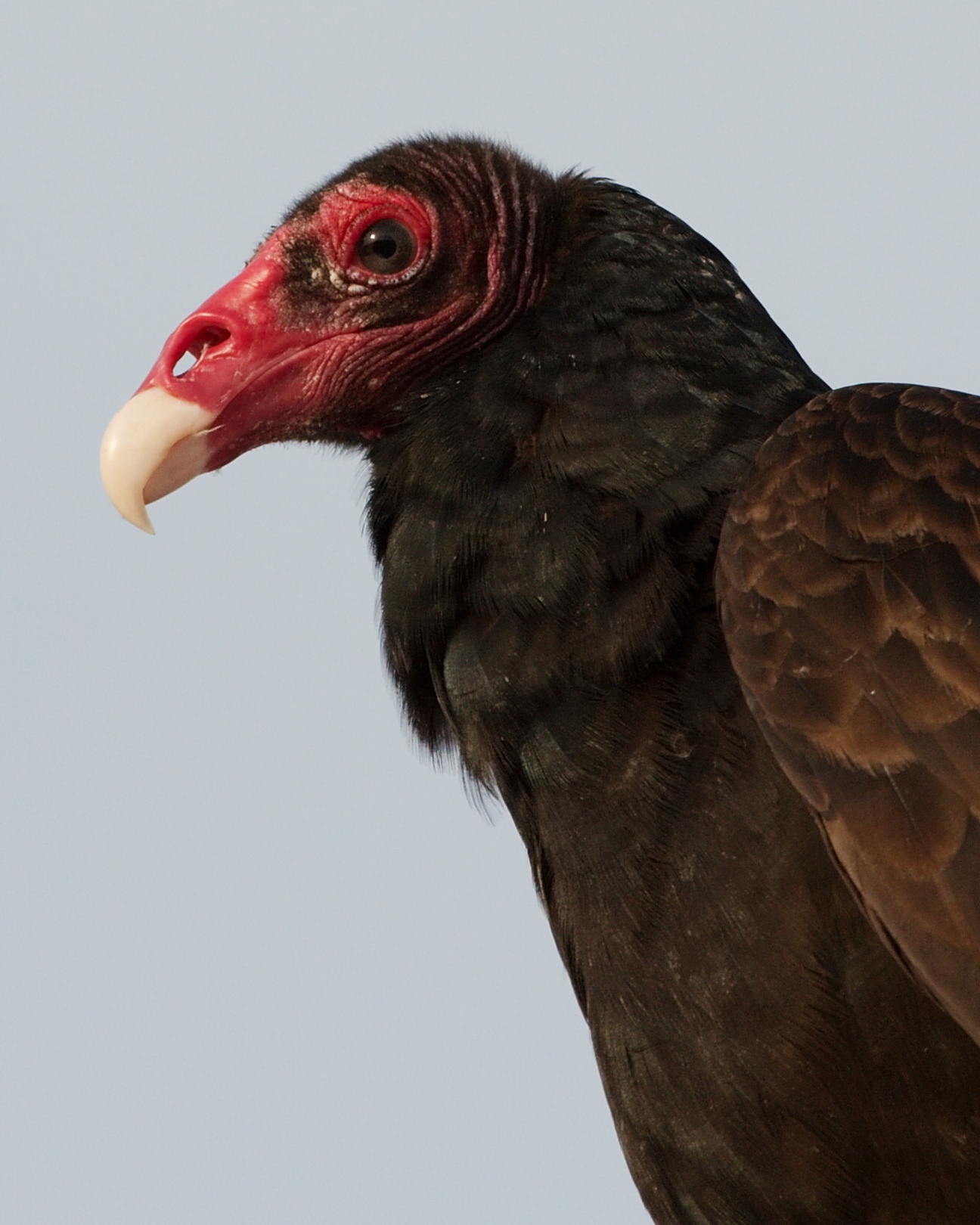
Nahansicht

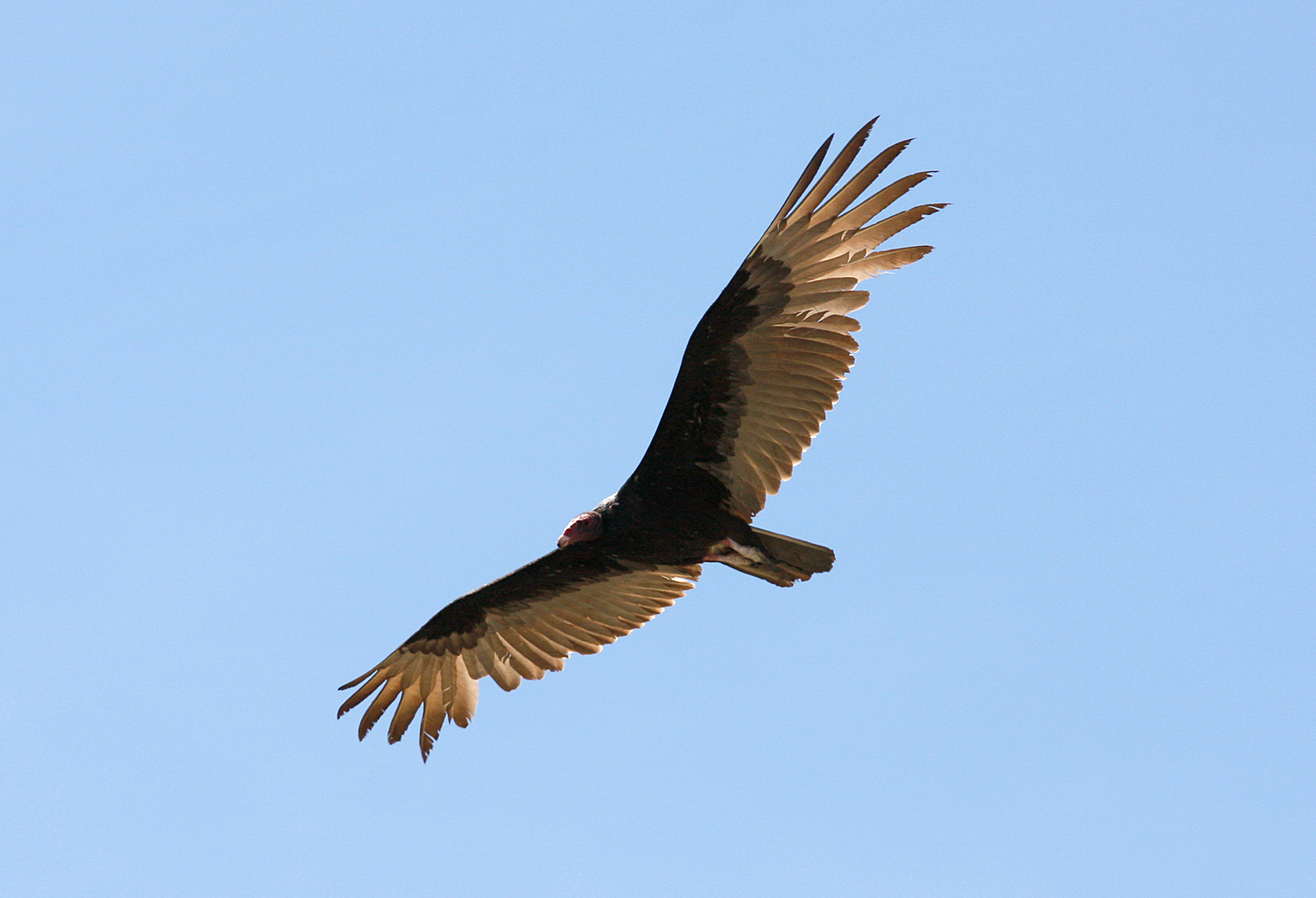
Fliegender Truthahngeier

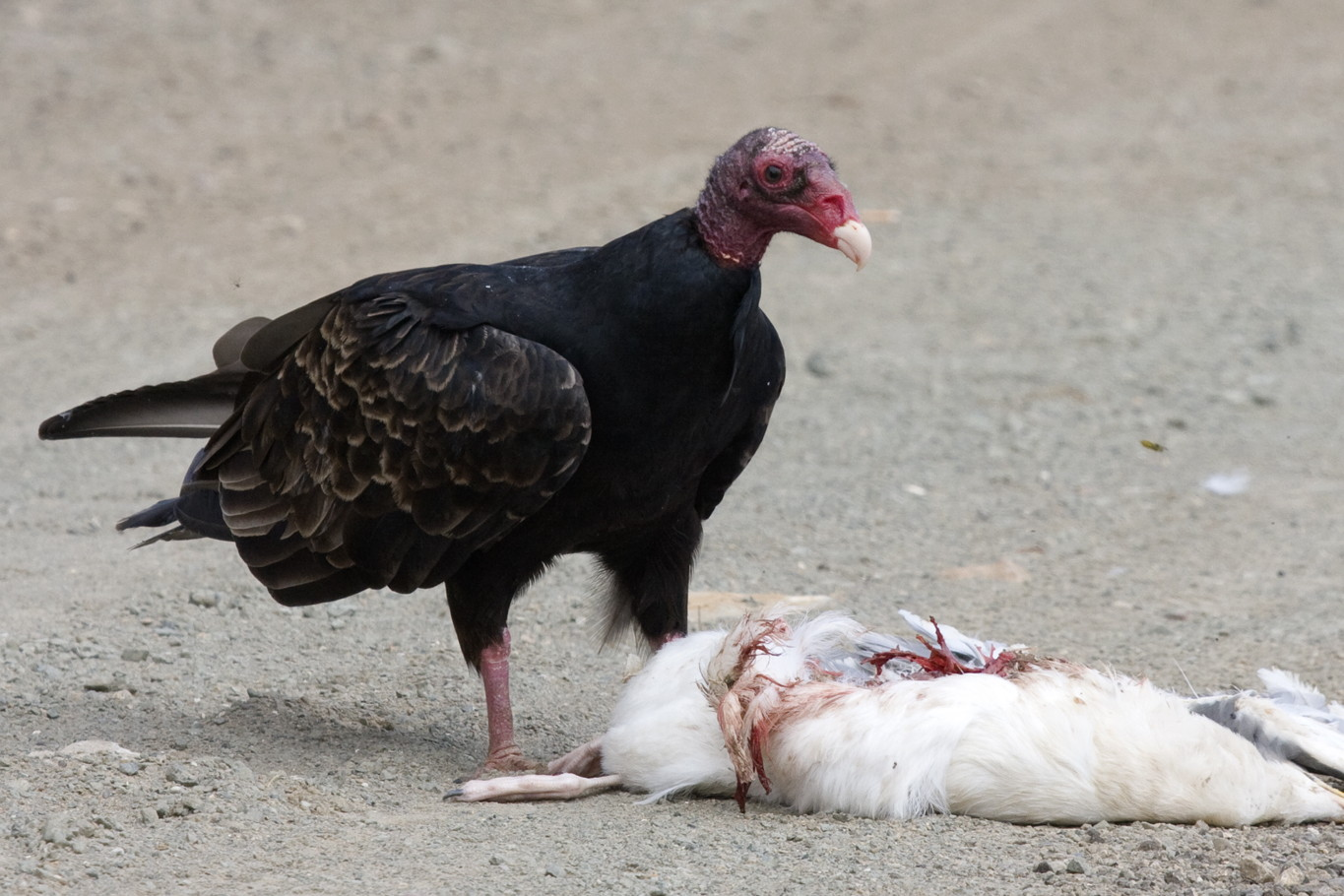
Truthahngeier an einer totgefahrenen Möwe.

Der Truthahngeier lebt in Süd-, Mittel- und Nordamerika und kommt von Feuerland und den Falklandinseln bis etwas nördlich der Südgrenze Kanadas vor. C. a. aura kommt in Mittelamerika, südlich bis Costa Rica, auf den Großen Antillen und im westlichen Nordamerika vor. C. a. septentrionalis lebt in Nordamerika. Beide Unterarten verlassen ihr nördliches Verbreitungsgebiet im Winter und ziehen durch Mittelamerika in den Norden Südamerikas, eventuell bis Paraguay.
Von den beiden südamerikanischen Unterarten kommt C. a. jota ab dem südlichen Ecuador an der Pazifikküste vor. Außerdem lebt er im Gebiet der Anden, in Patagonien und auf den Falklandinseln. C. a. ruficollis lebt im Tiefland des restlichen Südamerika, auf Trinidad und in Panama und dem Süden Costa Ricas. Sie kommen sowohl in offenem Gelände als auch in Wäldern sowie in Wüsten vor. In Gebirgen gehen sie bis in Höhen von 4300 Metern.

## Ernährung
Truthahngeier suchen einzeln oder in kleinen Gruppen gleitend oder schaukelnd kreisend, mit V-förmiger Flügelstellung nach Kadavern. Sie töten weniger Kleintiere als Rabengeier und sind mehr auf Aas angewiesen. Das Aas spüren sie mit ihrem gut entwickelten Geruchssinn auf. Kadaver, die mehrere Tage alt sind, werden ignoriert, möglicherweise um die Aufnahme von Leichengiften zu vermeiden. Oft sind sie an einem frischen Kadaver die ersten Geier, werden allerdings von Rabengeiern und von Wald-Gelbkopfgeiern dominiert und ziehen sich zurück, wenn diese fressen. Später fressen sie die von diesen zurückgelassenen Reste.
In vom Menschen besiedelten Gebieten fressen sie oft totgefahrene Tiere auf den Straßen. Diese Nahrungsquelle hat es den Vögeln vermutlich ermöglicht, ihr Verbreitungsgebiet nach Norden auszudehnen.

## Fortpflanzung
Die Fortpflanzungsbiologie nordamerikanischer Truthahngeier ist gut untersucht, aber in tropischen Regionen nur wenig beobachtet worden. Die Eier werden in Florida im März abgelegt, im übrigen Nordamerika von Mai bis Juni, in Kuba von Dezember bis März und in Panama von Februar bis April. Ein Nest wird nicht gebaut, sondern die zwei Eier werden direkt auf den Boden in Höhlen, auf Klippenvorsprünge oder zwischen Felsen gelegt und anschließend 38 bis 41 Tage bebrütet. Die zunächst weiß bedunten Jungen verlassen das Nest nach 70 bis 80 Tagen.

## Unterarten
Es sind folgende Unterarten bekannt:
- Cathartes aura meridionalis Swann, 1921[3] kommt im westlichen Nordamerika vor.
- Cathartes aura septentrionalis Wied-Neuwied, 1839[4] ist im östlichen Nordamerika verbreitet.
- Cathartes aura aura (Linnaeus, 1758)[5] ist im südwestlichen Teil der USA vom südlichen Kalifornien bis ins  südliche Texas bis in den Norden Costa Ricas und die Großen Antillen verbreitet.
- Cathartes aura ruficollis Spix, 1824[6] kommt vom südlichen Costa Rica und Panama bis ins nördliche Argentinien und östliche Brasilien vor.
- Cathartes aura jota (Molina, 1782)[7] ist in den Anden von Kolumbien bis ins südliche Argentinien verbreitet
- Cathartes aura falklandicus (Sharpe, 1873)[8]	 kommt an der pazifischen Küste von Ecuador bis ins südliche Chile und die Falklandinseln vor.

Cathartes aura teter Friedmann, 1933 wird heute als Synonym zur Nominatform betrachtet.

## Etymologie und Forschungsgeschichte
Die Erstbeschreibung des Truthahngeiers erfolgte 1758 durch Carl von Linné unter dem wissenschaftlichen Namen Vultur Aura. Als Verbreitungsgebiet gab er die wärmeren Gebiete Amerikas an. 1811 führte Johann Karl Wilhelm Illiger die Gattung Cathartes ein. Der Begriff leitet sich vom griechischen καθαρτης, καθαριζω kathartēs, katharizō für Reiniger, säubern ab. Der Artname »aura« leitet sich vom mexikanischen Namen Aurouá für den Truthahngeier ab. Auch jota ist ein lokaler chilenischer Name für den Vogel. Falklandicus bezieht sich auf die Falklandinseln. Meridionalis hat seinen Ursprung in lateinisch meridionalis, meridies ‚südlich, Süden‘, septemtrionalis in lateinisch septemtrionalis, septemtrio ‚nördlich, Norden‘ und teter in lateinisch taeter, teter,  taedet ‚übel, abscheulich, lästig, es ekelt‘. Schließlich ist ruficollis ein Wortgebilde aus lateinisch rufus ‚rötlich, rot‘ und lateinisch -collis, collum ‚-nackig, Nacken‘. Alfred Laubmann nannte C. a. ruficollis als Unterart für Paraguay. Er betrachtete die Art im Land als weitverbreitet. Außerdem wies er darauf hin, dass in früherer Literatur die Art oft fälschlicherweise mit der Savannen-Gelbkopfgeier-Unterart (Cathartes burrovianus urubutinga Pelzeln, 1861) verwechselt wurde.

## Truthahngeier und Menschen

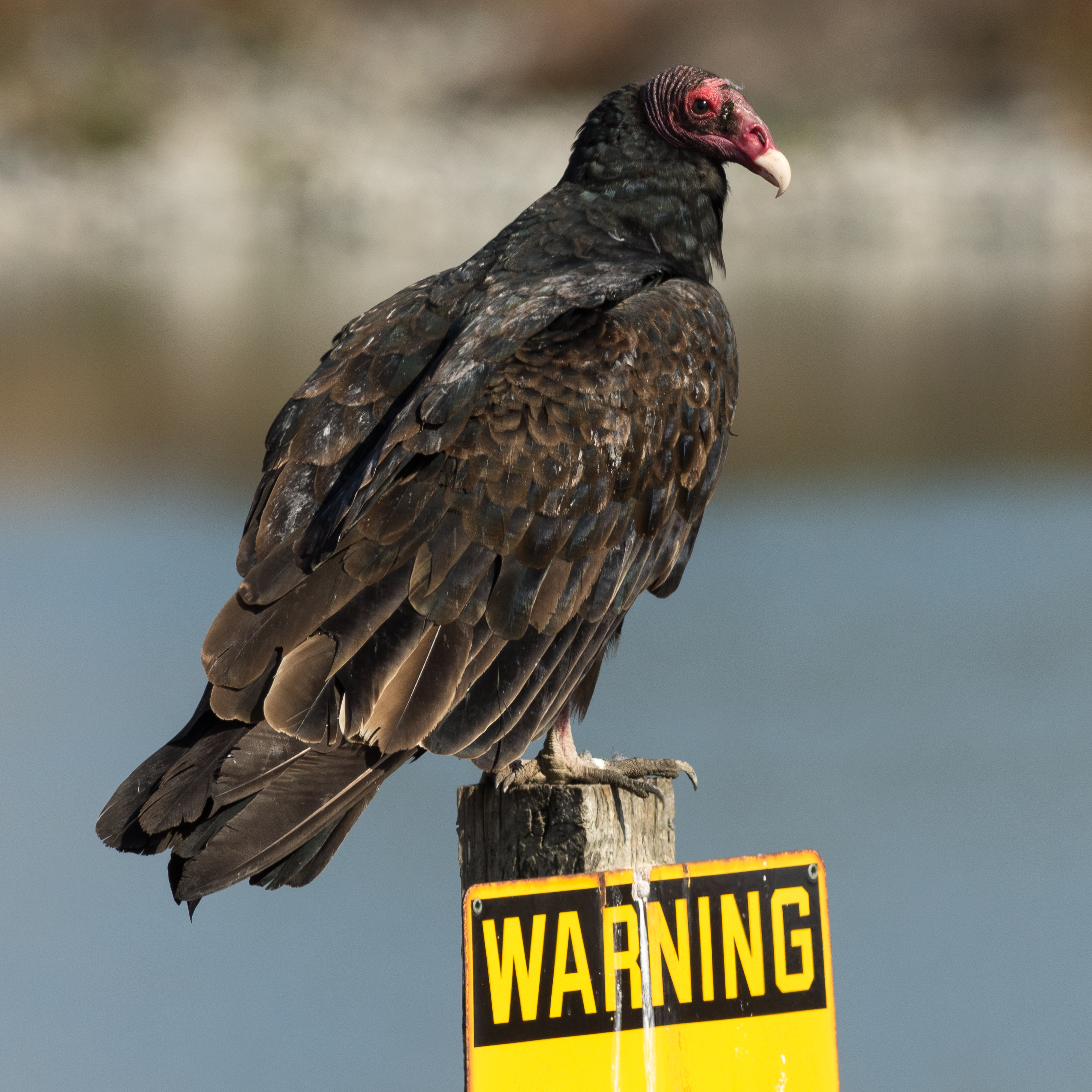
C. a. septentrionalis in Kalifornien

Auf Feuerland wurden die dort häufig vorkommenden Truthahngeier lange intensiv bejagt, da man ihnen nachsagte, vor allem Lämmer zu töten. 1917 zahlte man auf diesen Inseln noch vier Pence für jeden abgelieferten Truthahngeierschnabel. Nach wie vor wird der Truthahngeier auf den Falklandinseln gemäß den Wild Animals & Birds Protection Ordinance aus dem Jahre 1964 als Schädling eingeordnet, der während des gesamten Jahres über bejagt werden darf. Die Einstellung gegenüber dieser Geierart ändert sich jedoch allmählich, und die Intensität, mit der diese Geierart gejagt wurde, hat nachgelassen. Truthahngeier ernähren sich auf den Falklandinseln zu einem großen Teil von den Schafen, die dort jährlich gegen Ende des Sommers getötet werden.
Der gute Geruchssinn der Tiere macht sie als Spürvögel für polizeiliche Zwecke interessant. Im Juli 2010 begann das Landeskriminalamt Niedersachsen mit der testweisen Abrichtung in Kärnten gezüchteter Truthahngeier zur Suche nach Leichen.